# Crise des missiles de Cuba
Guerre froide
La crise des missiles de Cuba, ou simplement crise de Cuba, est un affrontement diplomatique et militaire qui oppose les États-Unis et l'Union soviétique du 14 au 27 octobre 1962. Les deux grandes puissances s'engagent dans un bras de fer au sujet des missiles nucléaires soviétiques installés sur l'île de Cuba et pointés en direction du territoire américain. Cette crise conduit les deux superpuissances au bord d'un affrontement militaire direct, alors qu'aucun des deux pays n'a été impliqué directement dans un même conflit depuis le début de la guerre froide. La Crise des détroits turcs avait envenimé les relations entre les deux superpuissances et avait  mené  à la Doctrine Truman et  à l'installation de 15 missiles Jupiter en Turquie, capables d'atteindre Moscou et 30 autres en Italie.
Moment paroxystique de la guerre froide, la crise de Cuba souligne les limites de la coexistence pacifique et se solde par le retrait de ses missiles par l'URSS en échange du retrait de certains missiles nucléaires américains de Turquie et d'Italie, ainsi que par la promesse des États-Unis de ne plus jamais envahir Cuba sans provocation directe (après la tentative avortée de 1961). Cet accord entre le gouvernement soviétique et l'administration Kennedy, certes contraignant pour la future politique extérieure des États-Unis, permet au monde d'éviter un conflit militaire entre les deux puissances qui aurait pu mener à un affrontement nucléaire et à une Troisième Guerre mondiale.
Un « téléphone rouge », reliant directement la Maison-Blanche au Kremlin, est également mis en place après cette crise afin de pouvoir établir une communication directe entre l'exécutif des deux superpuissances et éviter qu'une nouvelle crise de ce genre ne débouche sur une impasse diplomatique voire un conflit militaire. Plus largement, la résolution de cette crise ouvre la voie à une nouvelle période de la guerre froide, appelée la Détente.

## Événements précurseurs de la crise
Durant les années 1950, les États-Unis avaient une grande influence sur la politique de la république de Cuba, devenue indépendante de l'Espagne en 1898 à la suite de la guerre hispano-américaine. Le 31 décembre 1958, Fulgencio Batista s'enfuit aux États-Unis. Fidel Castro, appuyé par Ernesto Guevara, arrive au pouvoir à la tête d'une guérilla soutenue par la majorité des Cubains. Il est alors reconnu par le gouvernement des États-Unis en janvier 1959. Il entreprend une réforme agraire le 17 mai 1959. Les représailles américaines, notamment à l'instigation et sous la pression de la United Fruit Company (entreprise bananière qui compte parmi les entreprises nationalisées de l'île), commencent cinq mois après la réforme agraire : le 21 octobre, un bimoteur contre-révolutionnaire mitraille La Havane, provoquant deux morts et une cinquantaine de blessés, et un autre avion largue de la propagande. En juin et juillet 1960, en représailles à un refus de raffinage de pétrole soviétique par les entreprises américaines (l'URSS ayant établi en février 1960 des relations diplomatiques et commerciales avec Cuba), Fidel Castro nationalise les ressources détenues par les sociétés américaines à Cuba.
Ces représailles sont suivies, le 17 avril 1961, par le débarquement de la baie des Cochons : 1 400 hommes soutenus par une force aérienne tentent de renverser Castro. Ce sont en majorité des exilés cubains entraînés par la CIA dans un camp au Guatemala, dans le cadre d'une opération financée par l'administration Eisenhower après accord du président donné l'année précédente (17 mars 1960). Différentes villes sont bombardées, mais les forces castristes viennent à bout de cette invasion. Très peu de combattants furent tués. Les autres, définis par Castro comme des gusanos (« vermines »), sont faits prisonniers pour pouvoir échanger leur liberté contre une rançon en dollars et en médicaments.
John Fitzgerald Kennedy, qui a succédé à Dwight Eisenhower le 20 janvier 1961, déclare assumer la pleine responsabilité de cette action préparée pourtant par son prédécesseur.
Malgré ce soutien d’une opération militaire téméraire, Kennedy continue de prôner le règlement pacifique des différends internationaux. En octobre 1961, alors que les chars russes et américains s’engagent dans un face à face à Berlin, Kennedy écrit à Khrouchtchev : « En lisant l’histoire des guerres du passé et de la manière dont elles ont commencé, on ne peut s’empêcher d’être impressionné par la fréquence avec laquelle la mauvaise communication, les malentendus et l’irritation mutuelle ont joué un rôle important dans les événements conduisant à des décisions fatales. » Cette emphase sur l’aspect communicationnel de la résolution des conflits, il la tire du livre de Barbara Tuchman, Août 14. Livre portant sur la série d’évènements ayant mené au déclenchement de la Première Guerre Mondiale. Cet idéal pacifiste amène le président américain à rencontrer Khrouchtchev lors du sommet de Vienne du 3 au 4 juin 1961 (à ne pas confondre avec la convention de Vienne de 1961), sommet ayant pour but d’atténuer les tensions entre les dirigeants du Kremlin et de Washington respectivement. Malheureusement, cette entrevue n’aura pas les effets escomptés, Khrouchtchev ayant été très virulent dans ses propos, allant même jusqu’à menacer d’attaquer Berlin et déclencher l’apocalypse nucléaire si les Américains retentaient une invasion de Cuba. Face à un opposant agressif, Kennedy se montre son égal et met de côté ses principes pacifistes. À sa sortie du sommet de Vienne, Kennedy sait qu’il doit montrer à la Russie la puissance de la domination américaine.
En novembre 1961, les États-Unis déploient 15 missiles Jupiter en Turquie et 30 autres en Italie, lesquels sont capables d'atteindre le territoire soviétique. Commence également, le 7 février 1962, l'embargo des États-Unis contre Cuba.
Les États-Unis préparent également l'« Opération Ortsac », destinée à renverser Fidel Castro à l'automne 1962.
Dans son autobiographie, Nikita Khrouchtchev donne sa perception de l'attitude américaine : « j'avais constamment ce problème à l'esprit... Si Cuba tombait, les autres pays latino-américains nous rejetteraient, en prétendant que, malgré toute sa puissance, l'Union soviétique n'avait pas été capable de faire quoi que ce soit pour Cuba, sauf d’émettre des protestations creuses devant les Nations unies ».

## Début de la crise

### Opérations soviétiquesAnadyretKama
En mai 1962, Nikita Khrouchtchev déclenche l'opération Anadyr en envoyant 50 000 soldats, trente-six missiles nucléaires SS-4 et deux SS-5 ainsi que quatre sous-marins à Cuba pour empêcher les États-Unis d'envahir l'île.
La National Security Agency (NSA, service d'espionnage des États-Unis) surveille le trafic maritime russe en route vers Cuba, certains documents font état de mouvements de matières premières depuis la mer Noire et la mer Baltique déclarés comme partant pour Conakry, mais se dirigeant vers Cuba. Les tonnages reportés mois par mois montraient une augmentation croissante. L'analyse qui en est faite alors sous-tend l'anticipation des risques systémiques liés à la crise, notamment en préfigurant les conséquences d'un blocus.
Cette île, déjà considérée comme ennemie par les Américains, des manœuvres militaires maritimes américaines étaient déjà en préparation pour l'automne 1962, destinées à renverser Castro, sous le nom « un tyran nommé Ortsac » (anagramme transparente). Elle est de plus devenue alliée de l'Union soviétique, est partiellement dominée par l'armée des États-Unis, qui a une base à Guantánamo. Cuba se trouve à moins de 200 km de la Floride, ce qui rend le territoire des États-Unis vulnérable à ses missiles, qui ne peuvent être détectés suffisamment à l'avance pour garantir la riposte immédiate exigée par la politique de dissuasion. De l'autre côté,  L'opération Ortsac est transformée, après la découverte des missiles soviétiques, en dispositif de blocus,.
Le 24 juillet 1962 un rapport d'écoute électronique fait état d'une présence anormale de quatre — peut être cinq — navires de transport de passagers russes en route vers Cuba (3 335 passagers à bord), avec une date estimée d'arrivée les 26, 28 juillet et 1er août (le Maria Oulianova, le Khabarovsk, le Mikhaïl Ouriskij, le Latviyia, l’Admiral Nakhimov).
Depuis le 31 août 1962, lorsque le personnel des communications des forces aériennes cubaines a été placé en état d'alerte, une augmentation de l'activité des vols MIG fut mise en évidence à partir de communications air-sol. Entre le 1er et le 4 septembre 1962, 76 indicatifs de pilotes furent reportés. Le 4 septembre, un total de 43 indicatifs pilotes furent notés actif entre 10 h 22 et 16 h 59 (5 h 22-11 h 59, heure locale). Parmi ceux-ci, 36 étaient actifs en contact avec le contrôleur au sol à San Antonio de los Banos. L'activité consistait en des bombardements et éventuellement des vols en patrouille. Au cours de la même période, sept indicatifs de pilotes de MIG supplémentaires ont été notés actifs avec le contrôle au sol Camaguey. Aucune activité de vol ne fut notée à Santa Clara, bien que les contrôleurs au sol aient été actifs dans les communications.
Le 2 octobre 1962 débute l'opération Kama : quatre sous-marins d'attaque diesel-électrique de classe Foxtrot de la Marine soviétique appareillent de la péninsule de Kola, avec à leur bord des torpilles nucléaires T-5 (leur utilisation aurait pu déclencher une guerre nucléaire à l'initiative de l'URSS ; la nature nucléaire de ces torpilles ne fut révélée qu'en 2001). Les commandants Choumkov, Ketov, Savisky et Doubivko avaient pour mission de rejoindre le convoi de cargos soviétiques qui faisait route vers Cuba, avec à leur bord les missiles nucléaires destinés à compléter le dispositif déjà en place sur l'île. Ils avaient pour mission de protéger le convoi, si besoin au prix du torpillage des navires qui tenteraient de s'interposer.
John McCone, directeur de la CIA, informa le Conseil de la sécurité nationale que les mauvaises conditions météo rendaient impossibles les prises de vue par les avions de reconnaissance U-2. Le 13 octobre, les sous-marins soviétiques franchirent la « barrière Açores – Terre-Neuve », après avoir essuyé, le 9 octobre, une tempête ayant causé des avaries à bord.

### Découverte des rampes de lancement et blocus

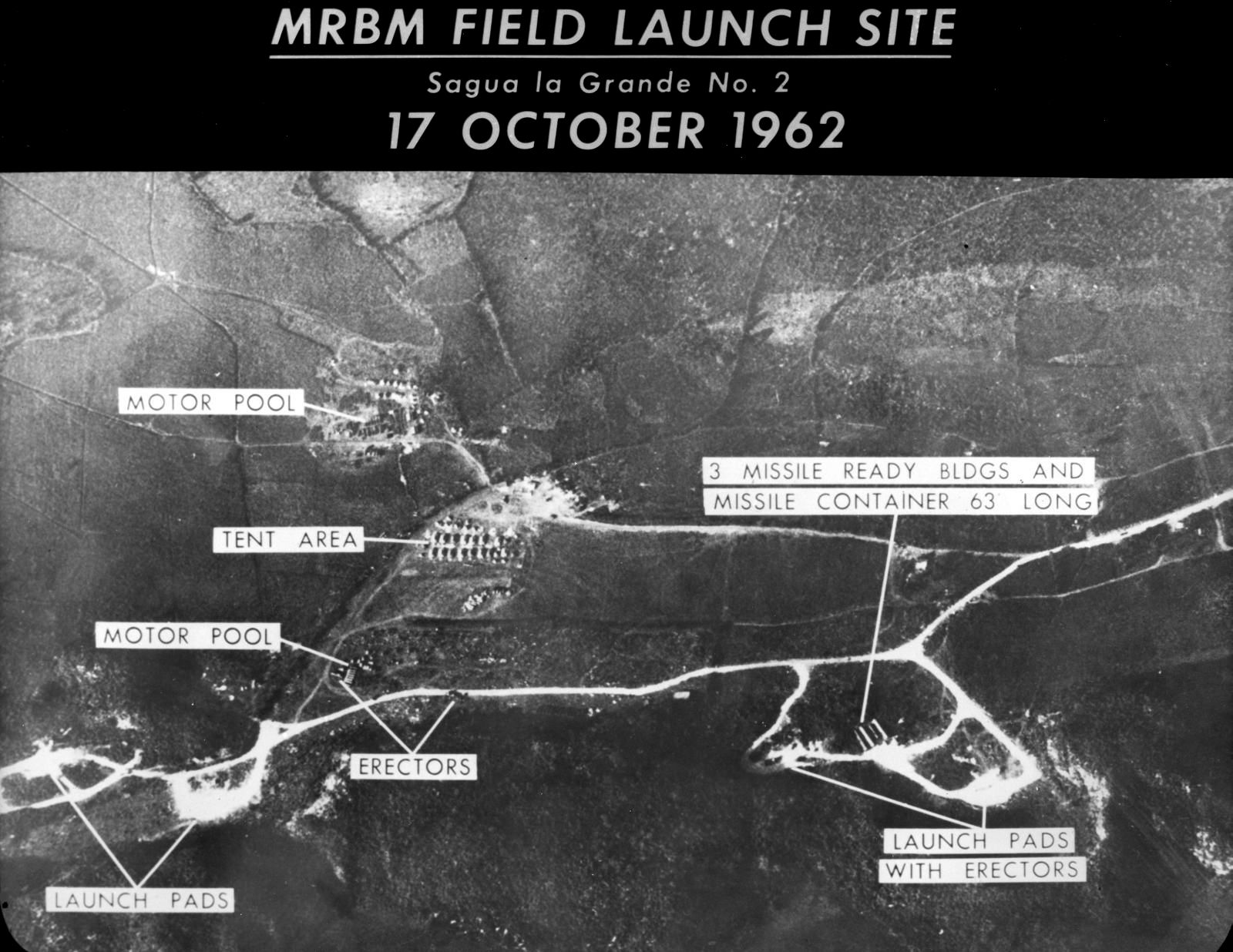
Photo aérienne d'un site de lancement prise le 17 octobre 1962.

Le 14 octobre 1962, un avion espion U-2 piloté par le commandant Richard S. Heyser photographia les sites d'installation des missiles. Le lendemain, la lecture des films révéla aux États-Unis que l'Union soviétique était en train d'installer des missiles SS-4 à tête nucléaire à Cuba. Des rampes de lancement, missiles, bombardiers, fusées et conseillers soviétiques sont repérés à Cuba. On identifia également 26 navires soviétiques transportant des ogives nucléaires (opérationnelles en 10 jours) en route vers l'île.
Le 16 octobre, le président Kennedy convoqua le Conseil de sécurité national, qui prônait une action militaire directe. Robert McNamara proposa un blocus maritime de l'île jusqu'au retrait des missiles de Cuba. Il s'agissait d'un blocus ne visant que l'approvisionnement en armes offensives. Il recommanda également à Kennedy de ne pas porter l'affaire devant l'Organisation des Nations unies : « Une fois que vous serez engagé dans cette approche politique, je ne pense pas que vous aurez la moindre chance d'entreprendre une action militaire. »
La première réunion entre les États-Unis et l’URSS se déroula le 18 octobre, mettant en jeu le président Kennedy ainsi que Gromyko, alors ministre des Affaires étrangères de l’Union Soviétique. À l’époque, les soviétiques n’étaient pas au courant du degré d’information des Américains quant à la présence de missiles nucléaires russes à Cuba. Khrouchtchev avait une préférence pour l’installation de missiles car elle portait moins préjudice à l’URSS qu’un traité. En effet, advenant leur découverte avant qu’ils ne soient opérationnels, l’URSS ne serait pas dans l’obligation de rentrer en guerre. Inversement, si le projet s’avérait fructueux, cela ouvrirait la voie à de nouveaux rapports entre la Russie et l’Occident et de nouveaux traités pourraient être signés. L’arme nucléaire a été pour Khrouchtchev l’avènement d’une nouvelle manière de faire de la politique internationale.
Le secrétaire général de l'ONU, U Thant, se référant au blocus instauré par Kennedy, reconnut ultérieurement : « Je pouvais à peine en croire mes yeux et mes oreilles. Cela signifiait techniquement le début de la guerre contre Cuba et l'Union soviétique. Autant que je me souvienne, c'était le discours le plus funeste et le plus grave jamais prononcé par un chef d’État. »
Le vice-amiral Gerald (Jerry) Miller (en), alors commandant du ravitailleur USS Wrangell (AE-12) (en), relatera plus tard que le 21 octobre 1962, il reçut l'ordre d'appareiller pour approvisionner 100 bombes nucléaires supplémentaires au porte-avions USS Enterprise (CVN-65)), qui en possédait déjà 100, et que les officiers de l'US Navy étaient persuadés qu'ils s’apprêtaient à lancer une attaque nucléaire contre Cuba.
Le 22 octobre, alors que l'amiral Anderson rendait compte que la mise en place du blocus maritime prendra environ 149 heures et que le colonel du GRU Oleg Penkovsky avait été arrêté pour avoir donné au MI6 l'information que l'URSS ne dispose en réalité que de très peu de missiles nucléaires stratégiques et que leur fiabilité était douteuse, McCone informe Kennedy de la présence de quatre sous-marins soviétiques. Lors d'une allocution télévisée, Kennedy annonça au pays la teneur des informations révélées par l'avion U-2, demandant à Khrouchtchev l'arrêt des opérations en cours, menaça l'URSS de représailles si elle ne retirait pas ses missiles et décida de mesures de blocus naval sur Cuba. Le lendemain, il signa l'ordre d'exécution du blocus, qu'il qualifiait officiellement de « quarantaine », terme jugé moins menaçant.
Les sous-marins soviétiques atteignent la ligne de blocus en même temps que les navires de la flotte des États-Unis. Moscou ne pouvait en être informé à cause de la saturation des réseaux de communication. La liaison enfin rétablie, les commandants des sous-marins reçurent de Moscou l'ordre de poursuivre leur route. Kennedy obtint la promesse que la France, le Royaume-Uni et les autres États membres de l'OTAN le soutiendraient en cas de guerre contre l'URSS. Le soutien du Canada fut un peu tardif en raison de l'animosité entre le premier ministre du Canada, John Diefenbaker, et Kennedy, mais le ministre de la défense du Canada mit en état d'alerte les forces maritimes, aériennes et terrestres sans avertir le premier ministre.
Le 24 octobre, à 10 h, le blocus était en place. Trente cargos soviétiques étaient en route. Parmi eux, quatre avaient des missiles nucléaires à leur bord. Deux de ceux-ci arrivèrent sur la ligne de blocus : le Khemov et le Gagarine. À 10 h 25, les cargos s'arrêtèrent, Khrouchtchev jugeant inutile de rompre le blocus puisque les missiles déjà en place à Cuba suffisaient.
Le 25 octobre, douze cargos rebroussèrent chemin, les autres poursuivant leur route. La Marine américaine manqua l'interception du Bucarest et renonça à le poursuivre puisqu'elle avait la certitude qu'il ne transportait pas de matériel militaire.
Le 26 octobre, Khrouchtchev fait savoir à Kennedy, par le biais d'un homme d'affaires américain de retour aux États-Unis à la suite d'un voyage à Moscou, qu'il continuerait son action : « Si les États-Unis veulent la guerre, alors nous nous retrouverons en enfer. »
Un des sous-marins soviétiques fut détecté au sonar par les Américains. La chasse fut donc lancée.
Une note de la CIA mentionne une réduction notable du temps de traitement des interceptions des communications cubaines par l'automatisation.
Le 27 octobre, l’U-2 du commandant Rudolf Anderson Jr. fut abattu au-dessus de Cuba lors d'une mission de reconnaissance. Khrouchtchev n'avait pas donné cet ordre. Le Conseil de sécurité nationale américain analysa cette action comme une escalade de la violence. Kennedy n'ordonna toutefois pas de riposte immédiate et donna l'ordre de ne bombarder les sites de missiles qu'en cas de nouvelle agression. Le même jour, Khrouchtchev laissa entendre par courrier qu'il était prêt à négocier.
Le 28 octobre au matin, une deuxième lettre de Khrouchtchev, rédigée par le Politburo, laissait entendre qu'aucune négociation ne pouvait se faire. Le même jour, la CIA annonce que 24 missiles soviétiques étaient désormais opérationnels et pointés sur des points précis du sol américain. Si les Soviétiques ne démantelaient pas leurs installations avant le 29 octobre, les États-Unis lanceraient une attaque aérienne sur les sites de missiles. Dans la soirée, Robert Kennedy alla à l'ambassade de l'URSS à Washington pour une rencontre de la dernière chance avec le tout nouvel ambassadeur, Anatoli Dobrynine. Un compromis fut finalement trouvé.
Nikita Khrouchtchev annonça sur Radio Moscou qu'il donnait l'ordre de démanteler les sites de missiles. Pendant ce temps, la chasse aux quatre sous-marins soviétiques battait son plein. Deux d'entre eux font surface, batteries à plat, pour les recharger. Ils firent comprendre aux navires américains de ne pas les provoquer. Le Doubivko, lors d'une manœuvre, se fit arracher son mat d'antenne par un de ses poursuivants. Il prit cette action comme une manœuvre délibérée. Le Shoumkov étant toujours en plongée, trois grenades d'exercice furent lancées par son poursuivant pour lui intimer l'ordre de faire surface. Il choisit de plonger en lançant un leurre. Le bruit de ce dernier fut pris pour un lancement de torpille, et sa manœuvre d'évasion fut éventée. À bout de ses réserves d'oxygène, le Shoumkov fit surface au milieu de quatre contre-torpilleurs de l'US Navy. Rendant compte de la situation à Moscou, il reçut l'ordre de se tenir en mesure de réagir.
Le 29 octobre, l'URSS fit stopper ses navires restant en route vers Cuba et promit également d'enlever toutes ses installations militaires à Cuba. Le compromis nécessaire à la négociation fut un engagement des États-Unis à ne pas attaquer Cuba et à démonter dans 6 mois leurs 15 fusées PGM-19 Jupiter installées en Turquie, ainsi que d'autres en Italie, et donc pointées vers le bloc de l'Est (cette dernière partie de l'accord devait au départ rester secrète). En effet, bien avant que la crise ne débute, une solution diplomatique était déjà en préparation. Kennedy et Khrouchtchev avaient établi une communication directe et ce, par le biais de deux canaux : l’un officiel, l’autre secret. Le réseau de communication officiel se traduisait par des rencontres fréquentes entre Robert Kennedy, le frère de John F. Kennedy, et l’ambassadeur soviétique Anatoli Dobrynine. L’autre réseau, celui non-officiel, passait par l’intermédiaire de Georgi Bolshakov, un agent du service de renseignement russe à l’étranger. Ces réseaux de communications jouèrent un rôle important dans l’accord conclu entre Washington et le Kremlin qui mit fin (au conflit) à la crise des missiles cubains. En effet, cet accord fut conclu sur la base de deux lettres envoyées l’une à la suite de l’autre par Khrouchtchev. La première, secrète, dans laquelle Khrouchtchev affirmait être prêt à retirer les missiles de Cuba, à condition que les États-Unis s’engagent à ne pas envahir l’île, fut envoyée le soir du vingt-six octobre. Dans la deuxième envoyée le matin du vingt-sept octobre et par la suite rendue publique, Khrouchtchev rendait conditionnelle son offre précédente au retrait des missiles américains présents sur le sol turc. Mais cette proposition ne vint pas à Khrouchtchev durant la nuit. Elle fut le résultat d’une série de rencontres officieuses entre le présentateur télé John Scali ainsi que le conseiller de l’ambassadeur Alexandre Feklissov. C’est lors d’une de ces rencontres qu’arriva la proposition qui serait par la suite reprise par Khrouchtchev pour mettre fin au conflit.
Finalement, la guerre avait été évitée de peu. Cet accord fut notamment obtenu via l'ambassadeur Anatoli Dobrynine, qui demeurera en poste jusqu'en 1986.
Le 1er novembre, le dernier des quatre sous-marins soviétiques, le Ketov, était toujours introuvable. Les trois autres furent raccompagnés en haute mer. Le 7 novembre, Khrouchtchev accepta que les cargos à destination de Cuba soient inspectés par l'US Navy.
On ne saura qu'en 2001 que les sous-marins soviétiques étaient armés de torpilles à tête nucléaire. Lors de son affrontement avec les navires américains, le Shoumkov avait inséré une torpille nucléaire dans son tube lance-torpille numéro 1.

## Fin de la crise

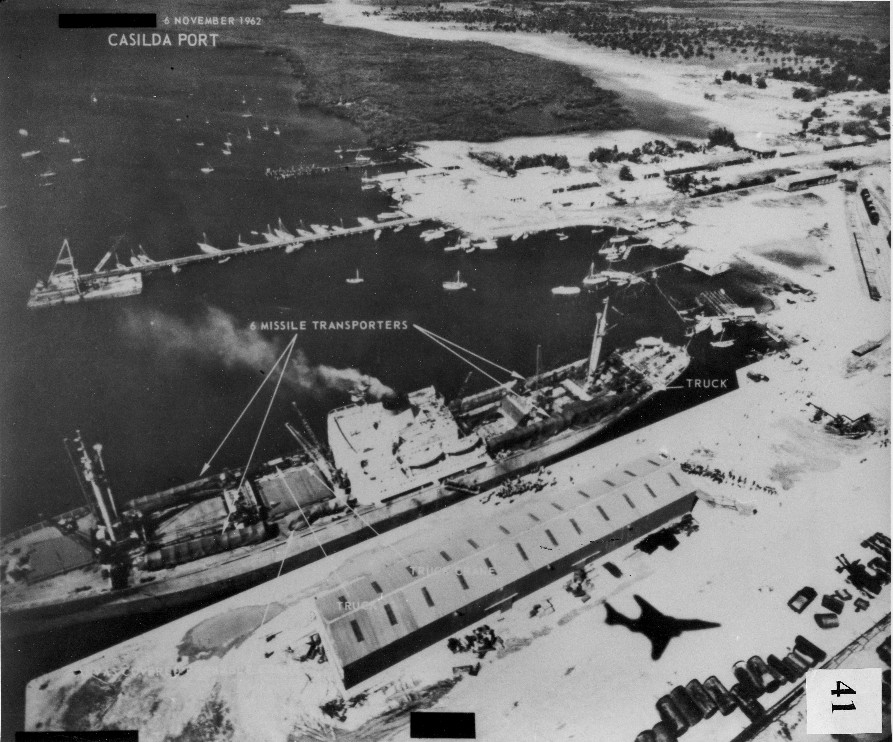
Rembarquement des missiles soviétiques à Cuba.

L'appel à la paix du pape Jean XXIII, radiodiffusé et relayé en première page par la Pravda le 26 octobre, joua un rôle déterminant dans l'organisation de négociations entre Khrouchtchev et Kennedy, par ailleurs catholique lui-même.
Le secrétaire général de l'ONU, U Thant, demanda instamment à toutes les parties de s'abstenir de toute action militaire. Il intervint auprès de Kennedy, Khrouchtchev et Castro et confia à ce dernier : « Si la CIA et le Pentagone continuent à avoir un tel pouvoir, je vois le futur du monde sous un jour très sombre. »
L'ambassadeur d'URSS à Washington, Anatoli Dobrynine, joua ensuite un rôle important pour la sortie de crise en activant tous ses réseaux informels, constitués depuis son arrivée quelques mois plus tôt. Il permit ainsi au rezident (chef de poste) du KGB à Washington de rencontrer un informateur du FBI, qu'il connaissait déjà et qui était en contact direct avec Robert Kennedy pour faire passer des messages informels qui permettraient de résoudre la crise. Il fut ainsi convenu du retrait des missiles soviétiques de Cuba, contre le retrait, au bout de quelques mois, des missiles Jupiter américains de Turquie et d'Italie qui devaient de toute manière être retirés pour obsolescence. D'autre part, les parties furent convenues que le lien entre les deux retraits devrait rester secret. « L'accord Robert Kennedy-Anatole Dobrynine » fut révélé à simple titre d'information par Robert Kennedy en 1968, et ses caractéristiques furent détaillées par Arthur Schlesinger Jr. en 1978.
Le retrait des missiles fut décidé par Khrouchtchev le 26 octobre après engagement écrit de non-invasion de Cuba par le président Kennedy. Cette clause de non-engagement est vue aujourd'hui comme un point très important de la négociation et aurait accéléré la sortie de crise en permettant aux Soviétiques d'éviter l'humiliation.
Les Soviétiques retirent leurs missiles de Cuba et les États-Unis les missiles Jupiter de Turquie et d'Italie. Cependant, l'URSS gagnait moins qu'elle pouvait le croire ou laisser croire, le retrait des Jupiter ayant été décidé par Kennedy en 1961 à la suite de la mise en service des premiers ICBM et SNLE, beaucoup moins vulnérables[réf. nécessaire]. Les Jupiter furent retirés du service en 1963. Cependant, l'URSS garda son influence sur Cuba, qui resta communiste et évita d'autres tentatives de renversement du gouvernement de la part des Américains.
Les deux gouvernements décidèrent de mettre en place le « téléphone rouge » pour avoir une ligne de communication directe.

## Rôle de la France dans la crise
La crise de Cuba constitua dans les relations franco-américaines une espèce d'alibi. Alors que toute l'orientation générale en 1962 et 1963 était aux malentendus, brouilles et coups d'épingle en tout genre, cette crise fournit le contre-exemple, la preuve de la solidarité du Général de Gaulle à l'égard de l'allié américain. Avant la crise, la France joua un rôle dans l'information des services américains concernant l'implantation des missiles soviétiques à Cuba. Pendant la crise, de Gaulle apporta son soutien immédiat et inconditionnel, à la différence des Britanniques. Après la crise, la France prit ses distances à l'égard de l'Amérique, qui, sans consulter ses alliés, réglait les affaires de la planète directement avec l'Union soviétique. Le voyage de Charles de Gaulle en Amérique du Sud de 1964 sera l'occasion pour le président français de se positionner contre les « hégémonies » soviétiques et nord-américaines en Amérique du Sud.
L'ambassadeur de la France à La Havane, Roger du Gardier, et le vice-consul de la France à Washington, Philippe Thyraud de Vosjoli, travaillaient en étroite collaboration avec la CIA. Allen Dulles, demanda à Vosjoli de lui fournir les informations obtenues sur Cuba par le SDECE, qui accepta. En mai 1962, le gouvernement de la France autorisa la CIA à avoir son propre bureau dans l'ambassade de France à La Havane,.

## Bilan de la crise
Bien que de nombreux rapports, articles, livres ont été rédigés et publiés sur la résolution de la crise des missiles cubains, il s’avère que la plupart de ces écrits bénéficieraient aujourd’hui de certaines rectifications. En effet, la déclassification d’enregistrements de réunions tenues par le groupe de conseillers entourant le président américain, enregistrements pris à l’insu des membres, a mis au jour le niveau de mésinformation propagé par ces hauts responsables. En effet, contrairement à leurs dires, les membres de « l’Executive Committee » étaient rarement d’accord entre eux et certaines de leurs décisions s’appuyaient sur des informations fausses. De plus, il a été révélé par la suite que plusieurs des membres défendaient des positions qu’ils ont par la suite nié avoir jamais soutenu. Tel a été le cas de Robert Kennedy, frère de John F. Kennedy, qui, malgré ses dires, était l’un des membres soutenant la position la plus intransigeante.
Le retrait des armements de Cuba fut largement tenu pour un succès personnel de Kennedy.
La crise de Cuba fut considérée à l'ouest comme un sérieux échec pour Khrouchtchev, qui fit perdre du crédit de l'URSS dans le tiers-monde. Les Chinois taxèrent l'URSS d'« aventuristes » et de « capitulationnistes ». Au sein de l'URSS, la perte de crédit de Khrouchtchev aurait peut-être, selon la majeure partie des études, contribué à son renversement deux ans plus tard en octobre 1964.
L'URSS obtint cependant l'assurance que les États-Unis ne tenteraient plus de renverser le régime de Castro par la force et symboliquement, car le retrait de l'ensemble des missiles Jupiter avait été décidé avant le début de la crise, par la suppression des bases de missiles balistiques en Turquie. Cependant, il est quelquefois objecté que par souci de cohérence, les Américains accordèrent sur le plan quantitatif plus que ce que Moscou leur avait demandé le 26 octobre : le retrait sous contrôle des Nations unies des missiles de Turquie et de Cuba, contre la promesse des deux grands de ne pas envahir leur voisin (et après autorisation des pays tiers). Par l'intermédiaire de Robert Kennedy, les États-Unis durent s'engager à retirer d'autres missiles : les missiles Jupiter stationnés en Italie. Cette promesse fut honorée en avril 1963. Les missiles de Turquie et d'Italie seront retirés en même temps le 7 avril 1963.
Un peu plus tard, les Américains retirent du service les 60 Thors confiés au Bomber Command en Grande-Bretagne, et mettent en service des missiles Polaris embarqués à bord de sous-marins nucléaires lanceurs d'engins basés à Holy Loch. À partir de 1961 et en juin 1963, Kennedy déclara qu'aucun missile à portée intermédiaire ne sera installé en RFA, comme celle-ci le demandait. De ce fait, selon Gabriel Robin, il faudra une nouvelle et très longue crise (la crise des euromissiles entre 1979 et 1983) pour en réinstaller en Europe occidentale,. 
Il n'est plus assuré que Kennedy ait bien exprimé l'intention de retirer ces missiles de Turquie en août 1962 : il en aurait seulement évoqué la possibilité. Le vol de Spoutnik en 1957 avait démontré la capacité de l'URSS à construire des missiles intercontinentaux. Les missiles Jupiter n'en étaient donc pas moins obsolètes que les fusées soviétiques à Cuba à moyenne portée, dont l'URSS disposait depuis quelques années sur son propre territoire, leur permettaient déjà d'atteindre les États-Unis.
La crise de Cuba est le point le plus critique de la guerre froide. La concession (très médiatisée) de Khrouchtchev et celle (discrète et symbolique) de Kennedy ont engagé le mouvement de détente. La détente dure de 1962 jusqu'à 1975.
Pour Jean-Daniel Piquet, la prise en compte de la question cubaine permettrait de nuancer davantage l'idée d'une victoire de Kennedy et d'un échec de Khrouchtchev qui aurait contribué à sa chute en octobre 1964. L'assassinat de Kennedy a placé les anticastristes cubains et américains, mécontents de la promesse du président des États-Unis de ne pas envahir l'île et convaincus que son remplacement par Lyndon Johnson, d'origine sudiste, en position de faciliter la rupture de l'accord. Quant à Khrouchtchev, il ne sera évincé du pouvoir soviétique que deux ans plus tard, en 1964. Deux années pendant lesquelles Castro se rendit deux fois en URSS (juin 1963 et janvier 1964), semblant ainsi oublier ses griefs passés. C'est à l'occasion d'un troisième déplacement effectué en URSS par le président cubain Osvaldo Dorticos, le 14 octobre 1964, que le renversement eut lieu. On craignait à Moscou que cette rencontre ne complique le projet de renversement du no 1 soviétique lui-même fondé sur des raisonnements de politique intérieure et étayé par ses comportements agressifs vis-à-vis de ses camarades. Il relève également que la publication d'une correspondance entre Nikita Khrouchtchev et Fidel Castro en octobre et novembre 1990 (3 lettres de Fidel Castro, 2 missives de Khrouchtchev) sous l'autorité de l'écrivain Jean-Edern Hallier, dans Le Monde du 24 novembre 1990, indique que contrairement à ce qu'a toujours affirmé Fidel Castro, les deux hommes d'État s'étaient alors concertés et que Nikita Khrouchtchev avait informé Fidel Castro de sa décision de retirer les missiles de Cuba.
Un examen méticuleux par Gabriel Robin puis par Jean-Daniel Piquet, des luttes pour le pouvoir au Kremlin montre que Khrouchtchev, en difficulté croissante de décembre 1962 à avril 1963, a redressé la situation par le double retrait des missiles de Turquie et d'Italie et les premières mesures concrètes, sérieuses d'interdiction des agressions d'anciens réfugiés anti-castristes contre Cuba. Celles-ci étaient en phase de développement depuis décembre 1962. À propos de la seule clause censée avoir servi le règlement de la crise et que l'URSS a revendiqué comme élément de victoire, il juge "peu convaincant" l'argument selon lequel "en prenant l'engagement de ne pas envahir Cuba, Kennedy s'interdisait quelque chose qu'il n'avait aucune intention de faire". Depuis l'échec de la baie des Cochons les menaces contre le pouvoir castriste ne manquaient pas. Gabriel Robin cite la dernière datée du 16 octobre 1962 : devant un parterre d'hommes politiques latinos-américains, le vice-président des États-Unis, Lyndon B. Johnson, déclarait que "notre objectif reste le renversement du régime castriste".

## Rôle de la médiatisation lors du conflit
Lors de cette crise des missiles de Cuba, nous évoquons plusieurs types de médiatisations qui ont par la suite de ce conflit été nommées et répertoriées.
Dans un livre nommé “Essence of Decision: Explaining the Cuban Missile Crisis” de Graham T. Allison, plusieurs modèles sont exposés afin d’expliquer cette crise : le modèle de l’acteur rationnel, le modèle du processus organisationnel et enfin, le modèle de la politique « gouvernementale ».
En ce qui concerne le premier modèle, celui de l’acteur rationnel, on associe l’État à un agent rationnel dont les objectifs et les choix se doivent d’être interrogés à l’égard des finalités poursuivies. Cependant, dans son livre, Allison met tout de même en lumière que cette méthode n’est de loin, pas la meilleure, car elle peut, avec un peu d’ingéniosité, être trop souvent utilisée pour justifier n’importe quelle situation. Ce modèle explique la crise en 3 phases mais ne rend pas compte de certains faits, comme la décision soviétique de ne camoufler les missiles qu’après qu’ils ont été photographiés par les avions U-2.
Pour le second, le modèle du processus organisationnel, on présente le gouvernement comme un groupe d’organisations qui poursuivent chacun leur propre logique et continuant, dans une idée bureaucratique, une routine. Ils ont tendance à mener leur propre politique. Pour nous illustrer ce modèle, Allison nous expose plusieurs énoncés : « ils préfèrent les solutions qui limitent l’incertitude à court terme » ou encore « Les dirigeants se mettent d’accord sur la première réponse « satisfaisante » au lieu d’évaluer toutes les alternatives possibles en raison de ressources limitées notamment temporelles ». Avec ce modèle, on peut expliquer d’une nouvelle façon le déroulement de la crise.
Et enfin concernant le dernier modèle de communication, celui de la « politique gouvernementale », il rejoint la deuxième méthode de groupe d’organisations qui poursuivent chacun leur propre logique, en fonctions de conceptions et de valeurs divergentes. L’action consiste à celui auquel aboutit la négociation entre les différents acteurs du conflit en sachant qu’ils ne font pas en fonction d’un seul problème mais d’une multitude de problèmes.
Ce dernier modèle s’inspire de Richard Neustadt, le fondateur de la John F. Kennedy School of Government. Allison insiste, pour ce modèle, sur l’importance du charisme des dirigeants pour permettre de réunir un consensus autour de lui.
La deuxième personne que nous pouvons évoquer, d’un point de vue communicationnel, est Paul Baran. Cet ingénieur électricien américain a proposé que la solution, durant ce conflit, porte sur la protection des systèmes de la communication téléphonique et radiophonique. Il nous explique que ces systèmes devraient être distribués spatialement au lieu d’être centralisés ce qui permettraient leur fonctionnement malgré les potentiels endommagements des frappes ennemies. Ensuite, il suggère que les informations importantes devraient être transmises par des réseaux numériques et non plus analogiques. C’est son idée qui va instaurer les prémisses du futur réseau mondial que l’on connaît aujourd’hui.

## Épilogue
Lorsqu’il s’agit de comprendre comment l’histoire est passée à deux doigts de l’apocalypse nucléaire, nombreux sont les chercheurs, principalement américains qui citeront le comportement exemplaire du président Kennedy, en outre son savoir-faire diplomatique ainsi que la fermeté dont il a su faire preuve face à un chef d’état beaucoup plus expérimenté que lui. Pourtant, il est important de noter que cette combinaison de qualités n’aurait pas eu l’effet escompté, n’eût été des qualités dont a fait preuve Khrouchtchev lui-même. En effet, la communication ayant joué un rôle primordial dans le règlement de ce conflit, si le chef d’état de l’Union Soviétique n’avait pas été enclin à négocier et n’avait pas eu le même objectif que Kennedy soit celui d’éviter à tout prix une guerre nucléaire, la crise des missiles cubains se serait sans doute soldée de manière bien différente.
En 1969 et 1970, après l'arrivée au pouvoir de Richard Nixon, on assiste à une recrudescence des attaques de réfugiés anticastristes contre Cuba, qui amènent à une mini-crise politique. Après un communiqué soviétique en août 1970 demandant à Washington de rappeler sa promesse de non-invasion de l'île, l'URSS entreprend en septembre 1970 la construction de bases de sous-marins nucléaires. Elle renonce en novembre après que l'accord ait été rappelé par l'administration Nixon . Avec le temps, l'ascension de Cuba dans les relations internationales, en Afrique et surtout en Amérique centrale contrebalanceront la mise en échec infligée par Kennedy à Khrouchtchev et Castro, et amèneront certaines forces politiques américaines à envisager la mise en cause de l'accord de 1962 qui leur a fait « accepter l'inacceptable ». Ce fut un des thèmes de campagne en 1980 du candidat républicain Ronald Reagan. En octobre et novembre 1981, une nouvelle crise a failli éclater après l'annonce par la presse américaine de projets de bombardements aériens de Cuba causés par la volonté d'aller à la source des crises d'Amérique centrale (envoi supposé d'armes à la guérilla du Salvador). La Pravda du 9 novembre 1981 fait état « des conséquences extrêmement dangereuses pour la paix mondiale qu'auraient des mesures militaires contre l'île ».
Enfin le retrait des missiles Jupiter d'Italie et de Turquie, des Thors de Grande-Bretagne a été considéré par certains, après la double décision de l'OTAN pendant la crise des euromissiles (1979-1983), comme une erreur de Kennedy et une victoire de Khrouchtchev. Le 13 janvier 1982, dans un colloque, Helmut Schmidt explique que « le président Kennedy avait unilatéralement retiré les fusées du sol européen à titre, sembla-t-il à l'époque, de monnaie d'échange dans le cadre de la crise des fusées de Cuba ». En novembre 1982, à l'occasion de l'annonce de la mort de Léonid Brejnev, Marie-France Garaud le signala sur un plateau télévisé à l'égard de ses interlocuteurs qui considéraient que le dirigeant soviétique avait depuis 1964 voulu effacer, par une politique de parité nucléaire et la création accélérée d'une marine, l'humiliation de l'automne 1962. L'année suivante, l'éditorialiste du Monde, André Fontaine, favorable à l'installation des Pershing, intitula l'intertitre d'un de ses articles « l'erreur de Kennedy » et expliqua qu'en 1963 le président américain avait à tort retiré tous les missiles terrestres d'Europe occidentale afin que Khrouchtchev ne perde pas la face après le retrait de ses missiles de Cuba.

## Crise en théorie des jeux
La crise des missiles est devenue depuis un cas d'école en théorie des jeux à somme non nulle. Thomas C. Schelling, dans ses deux ouvrages The strategy of conflict (1960) et Arms and influence (1966) essaie de modéliser les interactions stratégiques entre États dans des modèles mathématiques coopératifs. Ses travaux sont repris par Bertrand Russell et d'autres en 1966 et illustrés à travers le jeu du poulet. Chaque étape en est minutieusement examinée avec inventaire des réponses possibles de chaque partie, et des risques associés. L'étude suggère que la crise ne pouvait se résoudre de façon rationnelle que comme elle l'a été[réf. nécessaire]. Cette approche a été remise en cause par une logique analytique, philologique par Graham T. Allison dans L'Essence de la décision (1971). C'est également un cas d'école de négociation complexe. La crise des missiles est parfois utilisée comme jeu de simulation modèle pour former à la négociation.

## Chronologie des événements
Les États-Unis, qui participent à l'indépendance de Cuba vis-à-vis de l'Espagne, gardaient le contrôle sur l'île jusqu'en 1902 et regardent ensuite un contrôle indirect de l'île, jusqu'à la révolution castriste.
- Janvier 1959 : Fidel Castro renverse le dictateur Fulgencio Batista. Les États-Unis sont le second pays du monde à reconnaître le nouveau régime, juste derrière l'URSS.
- 17 mai 1959 : une réforme agraire chasse plusieurs compagnies américaines, dont United Fruit Company, de Cuba.
- 3 janvier 1961 : à la suite de saisies de propriétés privées appartenant à des sociétés américaines (en particulier quelques hôtels), rupture des relations diplomatiques entre les États-Unis et Cuba.
- 20 janvier 1961 : prise de fonction du président Kennedy.
- 16 avril-20 avril 1961 : tentative américaine de débarquement anticastriste à Cuba dans la baie des Cochons. L'opération est un échec, et la CIA est pointée du doigt.
- 1er mai 1961 : Ernesto « Che » Guevara proclame le caractère socialiste de la révolution cubaine.
- Novembre 1961 : installation de missiles Jupiter américains en Turquie.
- 14 février 1962 : exclusion de Cuba de l'Organisation des États américains (OEA).
- 2 septembre 1962 : « renforcement » de l'aide soviétique à Cuba.
- 13 septembre 1962 : les États-Unis mettent en garde Moscou contre l'installation de missiles à Cuba.
- 14 octobre 1962 : découverte par un avion espion de la mise en place de missiles nucléaires SS-4 à Cuba.
- 22 octobre 1962 : discours télévisé du président Kennedy, dévoilant la présence de missiles soviétiques à Cuba et annonçant la quarantaine. Début du blocus naval américain (jusqu'au 31 octobre). Les journaux de l'époque évoquent un risque élevé de guerre.
- Le Strategic Air Command est placé en Defcon 2, les 3 parties en présence placent leurs forces conventionnelles en alerte.
- 25 octobre 1962 : les navires soviétiques en route pour Cuba sont bloqués et font demi-tour.
- 25 octobre 1962 : le pape Jean XXIII appelle à la paix entre les États-Unis et l'URSS[20],[51].
- 28 octobre 1962 : Khrouchtchev annonce le démantèlement des armes offensives installées à Cuba en contrepartie de l'engagement de non-invasion de l'île par John F. Kennedy et du démantèlement de tous les missiles Jupiter de Turquie de Grèce et d'Italie. Cet accord enclenche la fin de la crise.
- 30 octobre 1962 : ultime échange de lettres entre Fidel Castro et Khrouchtchev.
- 20 novembre 1962 : Castro accepte le retrait des bombardiers soviétiques et Kennedy accepte le retrait des missiles Jupiter ; fin de la quarantaine.
- Novembre 1962 : Valerian Zorin, représentant soviétique aux Nations unies, qui avait nié la présence d'armes nucléaires à Cuba, est relevé de ses fonctions [52].
- Avril 1963 : les États-Unis démantèlent les missiles Jupiter de Turquie et d'Italie, et interdisent — ou tentent sérieusement d'interdire — les raids anticastristes contre Cuba.
- 27 avril-4 juin 1963 : premier séjour de Fidel Castro en URSS.
- 14 juillet 1963 : en réponse aux accusations chinoises persistantes de capitulationnisme, le comité central du Parti communiste de l'Union soviétique, relève que huit mois après la fin de la crise, les États-Unis n'ont pas tenté d'envahir Cuba[53].
- 5 août 1963 : signature à Moscou entre les États-Unis, l'URSS et le Royaume-Uni d'un traité sur l'interdiction des essais nucléaires dans l'espace.
- 30 août 1963 : à la suite d'un accord Kennedy-Khrouchtchev datant du 20 juin 1963 : mise en place d'un téléphone rouge reliant directement la Maison-Blanche au Kremlin.
- 22 novembre 1963 : Kennedy est assassiné à Dallas, provoquant la stupéfaction et le deuil dans le monde. Son successeur, Lyndon B. Johnson, renouvelle auprès de Nikita Khrouchtchev la promesse américaine de ne pas envahir l'île[54].
- Janvier 1964 : second voyage de Castro en URSS.
- 14 octobre 1964 : Khrouchtchev est limogé, ce qui coïncide avec l'arrivée improvisée du président de la République cubaine, Osvaldo Dorticos, de retour du Caire, où il assistait à la conférence des pays non alignés.
- Août 1970 : après une recrudescence des attaques d'émigrés anticastristes, amis du nouveau président républicain de États-Unis, Richard Nixon, contre Cuba, Moscou demande publiquement à Washington de rappeler l'accord d'octobre 1962.
- Septembre 1970 : Richard Nixon écrit au Kremlin pour lui assurer qu'aucune tentative de renverser le régime castriste par la force ne sera entreprise.
- Septembre-novembre 1970 : tentative de construction par l'URSS de bases de sous-marins nucléaires à Cuba. Leur construction est arrêtée après que Washington ait publiquement rappelé son engagement de ne pas envahir Cuba, et ait neutralisé les attaques anticastristes. Par ailleurs informé par le FBI d'un projet d'attaque contre un pétrolier soviétique, Richard Nixon fait escorter à distance le navire[55].

## Dans les art la culture populaire

### Filmographie

#### Cinéma
- 1968 : L'Étau d'Alfred Hitchcock.
- 1974 :The Missiles of October d'Anthony Page.
- 1993 :Panic sur Florida Beach de Joe Dante.
- 1999 : Première Sortie d'Hugh Wilson.
- 2000 :Treize jours de Roger Donaldson.
- 2011 : X-Men : Le Commencement de Matthew Vaughn.
- 2016 : Dear Eleanor de Kevin Connolly.
- 2019 :The Coldest Game de Łukasz Kośmicki.
- 2020 : Un espion ordinaire de Dominic Cooke.

### Jeu vidéo
- 2005 :
  - Cuban Missile Crisis: The Aftermath est basé sur la crise des missiles de Cuba.
  - Metal Gear Solid 3: Snake Eater de Hideo Kojima, la crise de Cuba sert de point de départ à l'histoire du jeu, Konami.
- 2010 : Call of Duty: Black Ops, la crise de Cuba est le point de départ et la première mission du jeu du mode campagne.

### Musique

#### Chanson
- 1962 : Cuba, mon amour est une fameuse chanson soviétique à propos de cet événement

#### Témoignages et mémoires
- Alain Abellard et Vincent Touze, « Deux documents historiques sur la crise des missiles à Cuba en octobre 1962, John Kennedy à la Maison-Blanche. Fidel Castro devant le comité central », dans Le Monde, 15 août 1997.
- Andreï Gromyko, Mémoires, Paris Belfont, 1989 (Moscou, 1988).
- Robert F. Kennedy, Thirteen days, 1968 ; Crise à la Maison-Blanche, Paris, Denoel 1969 ; 13 jours : la crise des missiles de Cuba, Grasset, nouvelle édition 2001  (ISBN 2-2466-2311-1).
- Nikita Khrouchtchev,
  - Souvenirs (Remembers vol. 1), Paris, Robert Laffont, 1971.
  - The Last Testament (Remembers, vol. 2), Little Brown Company, 1974.
  - Glasnost Tapes (Remembers, vol. 3), 1990.
- Saverio Tuttino, L'Octobre cubain, Paris, Maspero, 1969[56].
- Document, La correspondance des dirigeants cubain et soviétique, publication de cinq documents inédits ramenés de Cuba par Jean-Edern Hallier, sur l'échange de lettres entre Castro et Khrouchtchev en octobre 1962 dans Le Monde, 24 novembre 1990 ; plus deux articles de Jean-Edern Hallier, et de Jacques Amalric.

#### Essais et ouvrages académiques
- (en) Graham T. Allison, Essence of Decision: Explaining the Cuban Missile Crisis, 1re édition 1971, Little Brown, 1971  (ISBN 0-673-39412-3).
- Georges Ayache,  Cuba 1962-La crise des missiles, Paris, Perrin, 2025, 416 p.  (ISBN 978-2-262-10143-5)
- (en) Michael Beschloss, The Crisis Years. Kennedy and Khrouchtchev 1960-1963, Harpers Collins, 1993.
- Mario Bettati, Le conflit sino-soviétique, Paris, Armand Colin, 1971, 2 vol. (tome 1, le conflit entre partis).
- Charles Cogan, L'Europe et la crise de Cuba, Armand Colin, 2003  (ISBN 2-2002-1327-1).
- Claude Delmas, 
  - Crises à Cuba, 1961-1962, Éditions Complexe, 1984.
  - Cuba. De la Révolution à la Crise des fusées, Éditions Complexe, 2006  (ISBN 2-8048-0123-3).
- (en) David Gioe, Len Scott et Christopher Andrew (dir.), An international history of the Cuban Missile Crisis: a 50-year retrospective, Routledge, London, New York, 2014, 307 p.  (ISBN 978-0-415-73217-8)
- André Fontaine, Histoire de la Guerre froide, Fayard, 1967
- Anatoly Gromyko, 
  - Machination de la crise des Caraïbes par le gouvernement des États-Unis », Vosprosi istorii, juillet 1971.
  - « Efforts diplomatiques de l'URSS pour liquider la crise », Vosprosi istorii, août 1971.
- Alain Joxe, Socialisme et crise nucléaire, Paris, éditions de l'Herne, 1973.
- André Kaspi, Kennedy, Paris, Masson, 1978.
- Bernard Lecomte : Les derniers secrets du Vatican, Perrin, 2012 – Chapitre 9 : « Jean XXIII entre les deux K » (p. 165 à 180).
- Jacques Levesque, L'URSS et la révolution cubaine Paris, FNSP, 1976.
- Lilly Marcou, Les Héritiers, Paris Pygmalion, 2004.
- Jean-Daniel Piquet,
  - « Cuba dans la crise des missiles » dans Pierre Guillaume (dir.) Identités Caraïbes, actes du 123e congrès du CTHS, Fort-de-France, avril 1998, Paris, Éditions du CTHS, 2001, p. 257-267.
  - La crise des fusées ; pour une nouvelle interprétation des causes et des conséquences de la crise des missiles (octobre 1962), maîtrise d'histoire soutenue à Paris VIII-Saint-Denis, en juin 1990 sous la direction de Marianne Debouzy, 186 p.
- (en) Norman Polmar, John D. Gresham, John Wiley & Sons, Defcon-2: Standing on the Brink of Nuclear War During the Cuban Missile Crisis, 2006  (ISBN 0-4716-7022-7).
- (en) Dean Rusk, Robert McNamara, George W. Ball, Rowell L. Gilpatrick, Ted Sorensen, McGeorge Bundy, « The Lessons of the Cuban Missile Crisis », Time, 27 septembre 1982.
- Gabriel Robin, La crise de Cuba, du mythe à l'histoire, Paris, Economica, 1984.
- (en) Arthur Schlesinger Jr, Robert Kennedy and his Times, Boston, Houghton, Mifflin, 1978.
- Manuela Semidei,
  - Les États-Unis et la Révolution cubaine, 1959-1964, Paris, Armand Colin, 1968.
  - Kennedy et la Révolution cubaine. Un apprentissage en politique ?, Paris, Julliard, collection Archives, 1972.
- Michel Tatu, Le pouvoir en URSS, Paris, 1966.
- Michel Tatu, « Il y a vingt ans la crise des fusées », Le Monde, 15 et 16 octobre 1982.
- Vincent Touze
  - Missiles et décisions, Castro, Kennedy et Khrouchtchev et la crise de Cuba d'Octobre 1962, Bruxelles, André Versaille, 2012.
  - Comment Kennedy évita la Troisième Guerre mondiale. Octobre 1962 : journal de la crise des missiles, Bruxelles, André Versaille, 2012.
- Maurice Vaisse, « La France et la crise de Cuba », Histoire, économie & société, nos 13-1,‎ 1994, p. 185-195 (lire en ligne)
- Maurice Vaïsse (dir.), L'Europe et la crise de Cuba, Paris, Armand Colin, 1993.
- Michel Virally, « À propos de l'affaire de Cuba : « diplomatie tranquille » et crises internationales », Annuaire français de droit international, 1962, vol. 8, no 1, pp. 457-475 [lire en ligne].

### Documentaires
- 1962 : Pourquoi la crise de Cuba ? de Robert Mugnerot, Scérén, La Cinquième, Paris, 2002, 13 min (VHS).
- 1962 : La Crise des missiles de Cuba de Christian Gandjbakhch, Gulliver vidéo pédagogique, Paris, 2009, 14 min (DVD).
- 1992 : At The Brink: The Cuban Missile Crisis de Peter Raymont.
- 2002 : Die Nervenprobe - Kuba-Krise '62 de Stefan Brauburger et Günther Klein.
- 2009 : Quand le Monde bascule épisode 10 La Crise de Cuba et les années Kennedy de Damien Fantauzzo.
- 2015 : Le Jour où la Terre s'arrêta : 1962, la crise des missiles de Cuba de Sylvain Desmille, coproduction Le Champ des Possibles P.M.E. et Public Sénat, France, 55 min.
- 2017 : Points de repères épisode Cuba, bras de fer nucléaire de Pierre Lergenmüller et Jean Mach.
- 2022 : Histoire d'une union épisode L'affrontement des blocs de Lyndy Saville.
- 2024 : Les Coulisses de l'Histoire épisode La crise des missiles, la victoire de Khrouchtchev de Bernard Georges.